# Spinaria altimontana
Spinaria altimontana är en stekelart som beskrevs av Van Achterberg 2007. Spinaria altimontana ingår i släktet Spinaria och familjen bracksteklar. Inga underarter finns listade i Catalogue of Life.